# Tall al-Ahmar
Tall al-Ahmar – ważne stanowisko archeologiczne w Syrii, położone na wschodnim brzegu Eufratu, ok. 25 km na południe od starożytnego miasta Karkemisz i ok. 100 km na północny wschód od Aleppo. W miejscu tym na początku I tys. p.n.e. istniało miasto Til Barsip, stolica aramejskiego królestwa Bit-Adini. W języku luwijskim nazwa tego miasta brzmiała Masuwari. W 856 roku p.n.e. Til Barsip zostało zdobyte przez asyryjskiego króla Salmanasara III (858–824 p.n.e.), który kazał zmienić jego nazwę na Kar-Salmanasar. W okresie hellenistycznym miasto to znane było jako Bersiba.

## Prace wykopaliskowe
W latach 1929–1931 prace wykopaliskowe na stanowisku prowadzili archeolodzy francuscy pod kierunkiem François Thureau-Dangina. W roku 1988 wykopaliska rozpoczęli tu archeolodzy australijscy z Uniwersytetu w Melbourne pod kierunkiem Guya Bunnensa.

## Stanowisko
Na stanowisko Tall al-Ahmar składają się trzy wyraźnie różniące się od siebie obszary: główne wzgórze (gdzie znajdowała się cytadela), wznoszące się na wysokość około 25 metrów ponad otaczającą je równinę, niższe wzgórze, przyległe do głównego od strony zachodniej i wznoszące się na wysokość 10–15 metrów, oraz duży obszar przylegający do głównego wzgórza z pozostałych stron, wznoszący się tylko w niewielkim stopniu ponad otaczającą go równinę.

## Historia zasiedlenia
Stanowisko zasiedlone było już najprawdopodobniej w okresie Ubajd i okresie Uruk, o czym świadczą odnalezione tu fragmenty naczyń z tych okresów. Z III tys. p.n.e. pochodzą odkryte na głównym wzgórzu grobowce, w których odkryto ponad tysiąc kompletnych naczyń oraz liczne wyroby z brązu. Później nastąpiła najprawdopodobniej przerwa w zasiedleniu stanowiska, która trwała aż do początku I tys. p.n.e., kiedy to na głównym wzgórzu wzniesionych zostało szereg budowli o charakterze pałacowym. Poza pozostałościami tychże budowli na głównym wzgórzu odnaleziono też dużą liczbę kamiennych rzeźb, stel i płaskorzeźb z luwijskimi inskrypcjami w hetyckim piśmie hieroglificznym, datowanych na IX wiek p.n.e.
W źródłach asyryjskich z IX wieku p.n.e. znajdujące się tu wówczas miasto nosi nazwę Til Barsip. Miało być ono królewską rezydencją władców aramejskiego królestwa Bit-Adini. Jeden z tychże władców, Ahuni, miał w 876 roku p.n.e. złożyć trybut asyryjskiemu królowi Aszurnasirpalowi II (883–859 p.n.e.). Gdy wystąpił przeciw Salmanasarowi III, następcy Aszurnasirpala II, ten najechał Bit-Adini i w 856 roku p.n.e. zdobył Til Barsip, zmieniając nazwę miasta na Kar-Salmanasar (akad. Kār-Salmānu-ašarēd, tłum. „Port/przystań Salmanasara”). Wkrótce potem na głównym wzgórzu wzniesiony został okazały asyryjski pałac, znany z odkrytych w nim malowideł ściennych. W 1. połowie VIII wieku p.n.e. miasto stało się siedzibą bardzo wpływowego asyryjskiego dostojnika Szamszi-ilu, pełniącego za rządów czterech kolejnych asyryjskich królów urząd turtannu - naczelnego dowódcy asyryjskich wojsk. Jego inskrypcje noszą monumentalne kamienne ortostaty z przedstawieniami lwów, zdobiące jedną z bram odkrytych na niższym wzgórzu. Miasto wymieniane jest w inskrypcjach królewskich Sennacheryba (704–681 p.n.e.) i Asarhaddona (680–661 p.n.e.). Dwie stele tego ostatniego odnalezione też zostały na niższym wzgórzu. 
Miasto przetrwało upadek imperium asyryjskiego w 612 roku p.n.e., ale jego znaczenie i rozmiary znacznie się zmniejszyły. Odnaleziono pozostałości grobowców z okresu perskiego z typowym dla tego okresu wyposażeniem grobowym (m.in. skarabeuszami oraz naczyniami i ozdobami z brązu). W okresie hellenistycznym na głównym wzgórzu wzniesione zostało sanktuarium. Odkryto też monety władców seleukidzkich z końca II i początku I wieku p.n.e. Bardzo niewiele opublikowano informacji o znaleziskach z okresu islamskiego i późniejszych.